# شهدخوار دوطوقه جنوبی
شهدخوار دوطوقه جنوبی (نام علمی: Cinnyris chalybeus) نام یک گونه از سرده ریزشهدخوارها است.